# Salud masculina

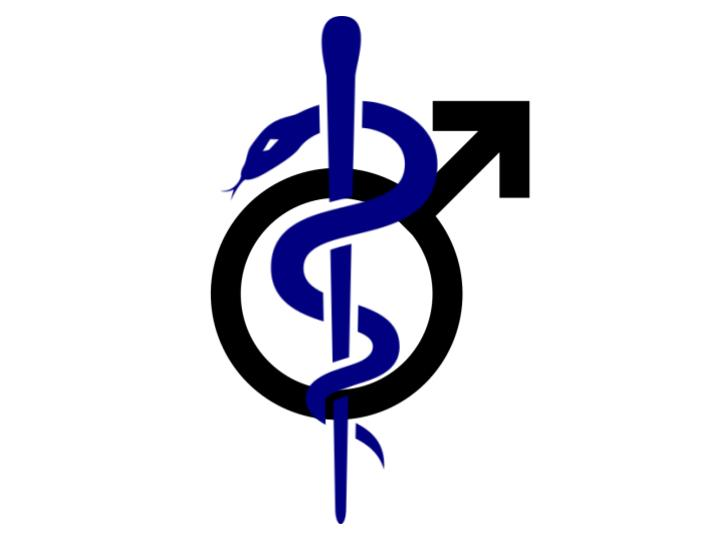
Salud del varón

Se utiliza el término salud masculina para hacer referencia a temáticas relacionadas con el bienestar y equilibrio físico, mental y emocional de los varones. Dichas temáticas están relacionadas con la igualdad de género, atención a la salud masculina en sus diferentes etapas de vidas así como prevención y tratamiento de enfermedades que afectan mayoritaria o exclusivamente a los varones.
La salud del varón difiere de la de la mujer en aspectos reproductivos y sexuales. Por ejemplo, el cáncer afecta significativamente más al varón que muere en mayor porcentaje y más rápidamente. El suicidio es una temática que afecta la salud masculina en gran manera, llegando a triplicar al femenino a nivel global. Otros de los principales problemas para la salud del varón son las adicciones: la vasta mayoría de los fumadores del mundo son hombres; los hombres también tienen mayor tendencia a consumir alcohol a niveles no saludables, usar drogas ilegales y llevar una mala alimentación.
Los hombres están más expuestos a riesgos para su salud en el ámbito laboral que las mujeres. y representan cerca del 75% de los muertos o heridos en accidentes de tránsito.

Sea por homicidio, por accidentes de tránsito, por suicidio o por enfermedades cardiovasculares, los hombres siempre están en desventaja frente a las mujeres.
Dr. Richard Cibulskis, uno de los autores del Panorama Estadístico de la Salud Mundial 2019 de la OMS

La oficina regional de Europa de la OMS ha declarado comprometerse fuertemente para abordar la temática de la salud del varón en la región a través de diversos programas y apoyo a sus Estados miembros. Sin embargo, no queda claro qué acciones ha tomado a la fecha o tomará a futuro. En parte debido a lo anterior, un porcentaje importante de los hombres desconoce los síntomas de enfermedades potencialmente dañinas que los afectan única o mayoritariamente a ellos y por ello pueden no tender a buscar ayuda médica a tiempo particularmente en el área de la salud mental.

## Esperanza de vida
| Región                | Varones | Mujeres |
| --------------------- | ------- | ------- |
| África                | 58,2    | 61,7    |
| Américas              | 74      | 79,9    |
| Sudeste asiático      | 67,3    | 70,7    |
| Europa                | 73,2    | 80,2    |
| Mediterráneo Oriental | 67,4    | 70,4    |
| Pacífico occidental   | 74,5    | 78,7    |
| Global                | 69,1    | 73,8    |

La expectativa de vida de los varones es, en promedio, 6 años menor a la de las mujeres, según datos de la Organización Mundial de la Salud. Estadísticas sanitarias mundiales también muestran que la esperanza de vida del varón es menor en todas las regiones de la OMS y en todos los grupos de ingresos económicos.
A lo largo de los últimos 40 años la brecha de género en la expectativa de vida se ensanchó en desventaja para los varones. Esta se incrementó de 61,2 a 73,3 años en las mujeres mientras que en los varones pasó de 56,4 a 67,5 años, según lo demuestra el estudio Global Burden of Disease llevado a cabo por el Institute for Health Metrics and Evaluation en 2010 y publicado en The Lancet que analizó el período de 1970 a 2010. Del relevamiento surge que los varones tuvieron expectativas de vida cada vez menos longevas que las mujeres.
Factores que explican la desventajosa situación por la cual los varones tienen una vida menor que las mujeres cualquiera que sea la zona del mundo son la mortalidad por homicidio 4 veces mayor en hombres, el suicidio un 75% más sufrido por varones y ausencia de campañas orientadas a la salud del hombre y consumo abusivo de sustancias como alcohol y drogas.

## Salud general

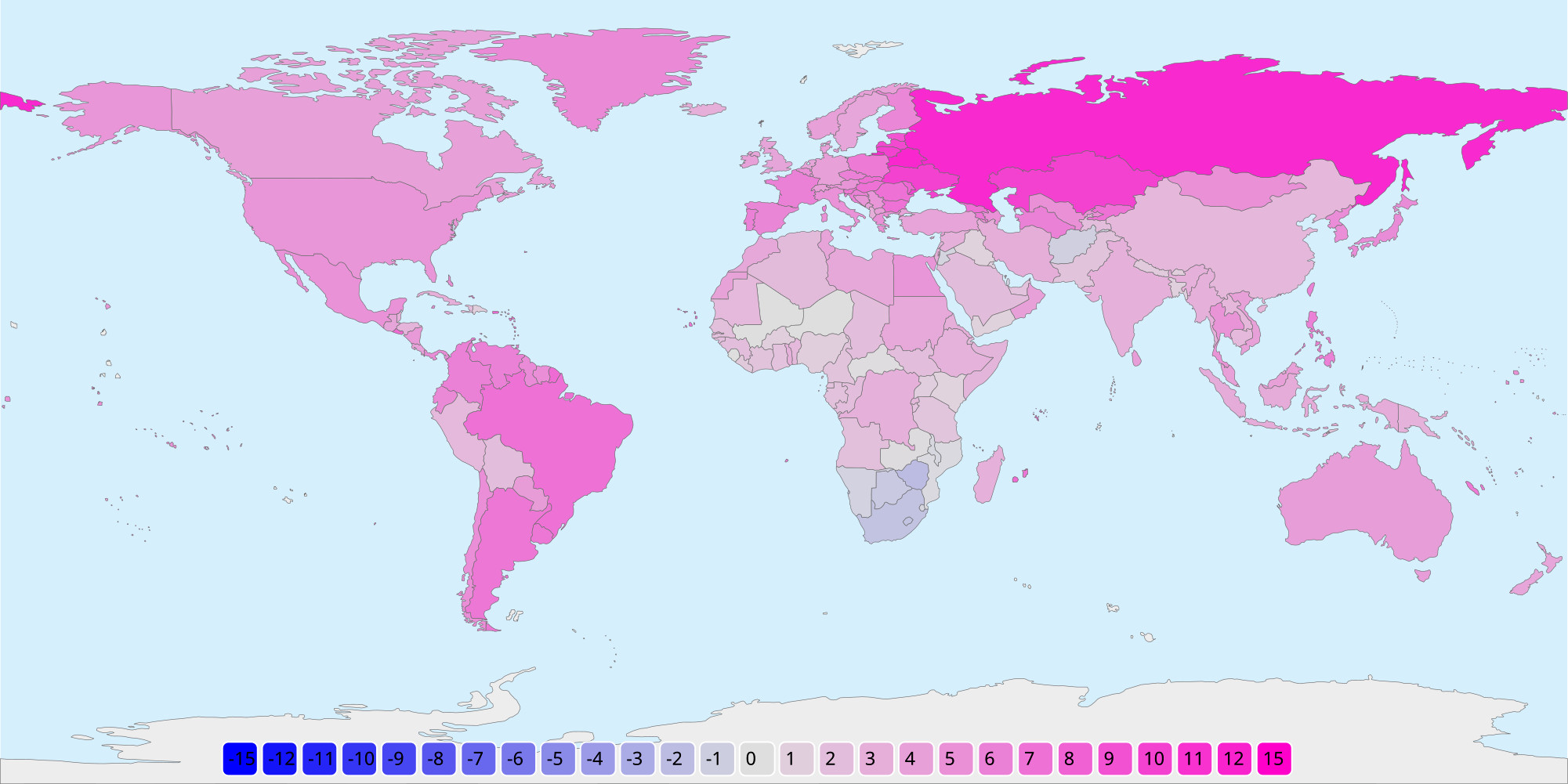
En rosa, países donde la expectativa de vida es mayor para las mujeres que para los varones. En azul, algunos países de África austral donde los varones tienen mayor expectativa de vida.

Entre las enfermedades que tienen un impacto considerable en la vida de los varones que lo sufren y quienes viven con ellos pueden nombrarse principalmente cáncer de próstata, cáncer de testículo y con menor frecuencia, cáncer de pene.
Existen otras temáticas de menor impacto pero infravaloradas como los trastornos de la conducta alimentaria como la bulimia y anorexia. Pese a que aún existe la creencia de que no afectan al hombre y las campañas ponen en foco en la población femenina, se estima que un 20% de los casos afectan a varones.

### Enfermedades cardiovasculares
Las enfermedades cardiovasculares son la principal causa de muerte (30 %) en hombres en todo el mundo.
Datos del Centro Nacional de Estadística de la Salud de Estados Unidos, publicados por Men's Health Network en 2018, corroboran lo anterior y muestran además que el número de varones muertos por enfermedades del corazón es un 60% superior al de las mujeres. En el caso específico de las enfermadades coronarias, la proporción es aún más desfavorable para los varones: sufren la muerte en un 90% más que las mujeres.

### Cáncer

#### Cáncer de próstata

Lazo celeste, símbolo de prevención del cáncer de próstata.

El cáncer de próstata se desarrolla en uno de los órganos glandulares del sistema reproductor masculino llamado próstata. El cáncer se produce cuando algunas células prostáticas mutan y comienzan a multiplicarse descontroladamente. 
Es el segundo tipo de cáncer más común entre los hombres de todo el mundo y se espera que para 2030 se duplique el número de casos, hasta los 1,7 millones. Los riesgos de contraer este tipo de cáncer aumentan con la edad y se desarrolla más frecuentemente en individuos mayores de 50 años.

#### Cáncer de testículo
El cáncer de testículo es un tipo de cáncer que generalmente se origina en el testículo, una parte del sistema reproductor masculino encargado de producir hormonas masculinas (principalmente testosterona) y esperma. Se inicia a modo de crecimiento anormal o tumor que se desarrolla en uno o ambos testículos. Dicha forma representa más del 90% de los casos. Una forma mucho menos común son los tumores testiculares secundarios, causados por células cancerosas que se propagan a los testículos por metástasis desde otras partes del organismo.
Es el cáncer más común en varones de entre 15 y 45 años son los que corren mayor riesgo de desarrollar cáncer de testículos. Se desconocen las causas del cáncer de testículos, pero existen factores que pueden aumentar el riesgo en los hombres como son: tener familiares que hayan sufrido la enfermedad, la criptorquidia o haberlo padecido anteriormente. Por lo tanto, no existe conexión conocida entre el cáncer de testículos y las lesiones de testículos, desgarros musculares, baños calientes ni el uso de ropa ajustada.

#### Cáncer de pene
El cáncer de pene es un tipo de tumor maligno. Se desconoce la causa exacta que origina la enfermedad.
4 de cada 5 hombres diagnosticados con cáncer de pene tienen más de 55 años.

### Salud mental
Numerosos investigadores han declarado recientemente que existe una crisis silenciosa en la salud mental de los hombres.
En estudios, los hombres que se identificaron como más conectados socialmente tendieron hacia respuestas que indicaban que tenían buena salud y bienestar. Por el contrario, los hombres que se identificaron más estrechamente con el aislamiento social reportaron mayor angustia psicológica, mayor auto-estigma y menor bienestar personal. También reportaron menor confianza en relación con la búsqueda de ayuda para la salud física, la salud mental y los problemas con el alcohol y/u otras sustancias. Los estudios realizados sobre población masculina van en el mismo sentido y demuestran que aquellos varones que carecen de fuertes lazos sociales tienen menor expectativa de vida, independientemente de su salud u ocupación. Así como mayor incidencia de ataques cardíacos, sistema inmune más débil y presión sanguínea más alta.

El suicidio masculino se ha transformado en una «epidemia silenciosa». Epidemia por su alta incidencia y sustancial contribución a la mortalidad masculina y silenciosa por la falta de conciencia pública, la renuencia de los hombres a buscar ayuda y la escasez de investigación para prevenirla.
«Modelling suicide and unemployment: a longitudinal analysis covering 63 countries, 2000–11».

#### Suicidio
| Región | Varones | Mujeres |
| ------ | ------- | ------- |
| Global | 15      | 8       |

Se calcula que cada año mueren 510.000 hombres por esta causa. El suicidio masculino se ha transformado en una "epidemia silenciosa" por la falta de concienciación y esfuerzos para prevenirla.
Globalmente, el suicidio en varones duplica al de mujeres. En países de la antigua Unión Soviética y en otras naciones de Europa oriental la proporción es aún más desfavorable al hombre, como en el caso de Rusia, donde la relación llega a ser de seis varones por cada mujer.
Estudios vinculan el alto porcentaje de suicidio masculino principalmente a factores como el estrés derivado de la pérdida del empleo y el aislamiento social. Considerando lo anterior, otros estudios como el llevado adelante por el psicólogo Robin Dunbar, resaltan lo beneficioso del frecuente contacto social con amigos.

### Violencia
| Región | Varones | Mujeres |
| ------ | ------- | ------- |
| Global | 78,7 %  | 21,3 %  |

Globalmente, los varones son las víctimas de un 78,7% de los homicidios que se cometen.
Anualmente mueren 380.347 hombres víctimas de violencia interpersonal -lo que cuadriplica el número de mujeres que sufren dicha causa-. Dicha cifra de muertes por violencia en varones es aún superior al de mujeres que mueren por complicaciones de embarazo y nacimiento.
Los varones están cuatro veces más expuestos a ser víctimas de violencia de guerra.

#### Violencia estructural

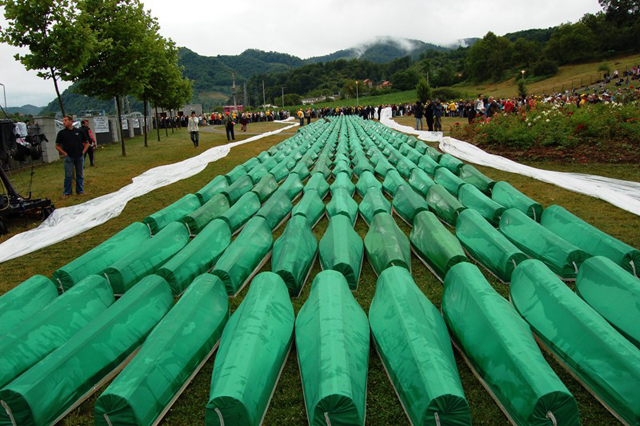
En la masacre de Srebrenica el ataque fue dirigido específicamente a hombres.

En situaciones de violencia estructural como guerra y genocidio, varones niños y adultos a menudo son apartados y asesinados. Se evidencia el asesinato de objetivos por sexo durante la Guerra de Kosovo, donde la estimación de víctimas civiles masculinas sugiere que constituyeron más del 90% de las bajas civiles. Otros ejemplos de matanzas masivas de civiles masculinos incluyen la masacre de Srebrenica -donde de las 8.372 personas que murieron, solo 7 fueron mujeres- y algunas de las represiones políticas en la Unión Soviética.
Hombres y niños varones no combatientes han sido, y continúan siéndolo, los objetivos más frecuentes de las matanzas en masa y masacres genocidas, así como de una gran cantidad de atrocidades y abusos menores. Gendercide Watch, un grupo independiente de derechos humanos, documenta múltiples asesinatos de género enfocados en varones (adultos y niños): Operación al-Anfal, el Genocidio Armenio y el Genocidio en Ruanda.
La conscripción forzada también puede considerarse violencia contra los varones basada en el género como fue presentado judicialmente en casos como el de Rostker vs. Goldberg, que en 1981 llegó a la Corte Suprema de los Estados Unidos o el caso National Coalition for Men vs. Selective Service System. En este último, la organización The National Coalition for Men argumentó: "Obligar sólo a los hombres a inscribirse es un aspecto de la desechabilidad masculina socialmente institucionalizada. Y ayuda a reforzar los estereotipos que apoyan la discriminación contra los hombres en otras áreas como la custodia de los hijos, el divorcio, las sentencias penales, [...]". Este caso desembocó en que en febrero de 2019 la corte distrital de Texas declarase inconstitucional la conscripción exclusivamente masculina.

## Salud sexual y reproductiva

### Circuncisión

Países por prevalencia de circuncisión. Reporte OMS, 2007
prevalencia mayor a 80%
prevalencia entre 20-80%
prevalencia menor a 20%
N/A

Se estima que un tercio de la población masculina mundial ha sido circuncidada y la mitad fue por razones religiosas o culturales. En ciertos países, como Australia, Bangladés, Canadá, Indonesia, Pakistán, Filipinas, Corea del Sur, Turquía y Estados Unidos, los varones recién nacidos son circuncidados rutinariamente sin el consentimiento del niño. Además, las religiones judía y musulmana circuncidan a los varones a una edad temprana. También se practica en el cristianismo copto y en la Iglesia Ortodoxa Etíope.

### Enfermedades de transimisión sexual
Dentro de la población sexualmente activa, tienen un alto impacto en la población masculina las infecciones de transmisión sexual como la gonorrea, papiloma humano y principalmente la sífilis. Por esta última se estima que murieron 42.248 varones en el año 2015.
El VIH/sida tiene un impacto aún mayor en los hombres: en el período 2000-2015, fue la causa de muerte de 616.734 varones en 2015, frente a 442.892 mujeres.

## Objetivos y desafíos

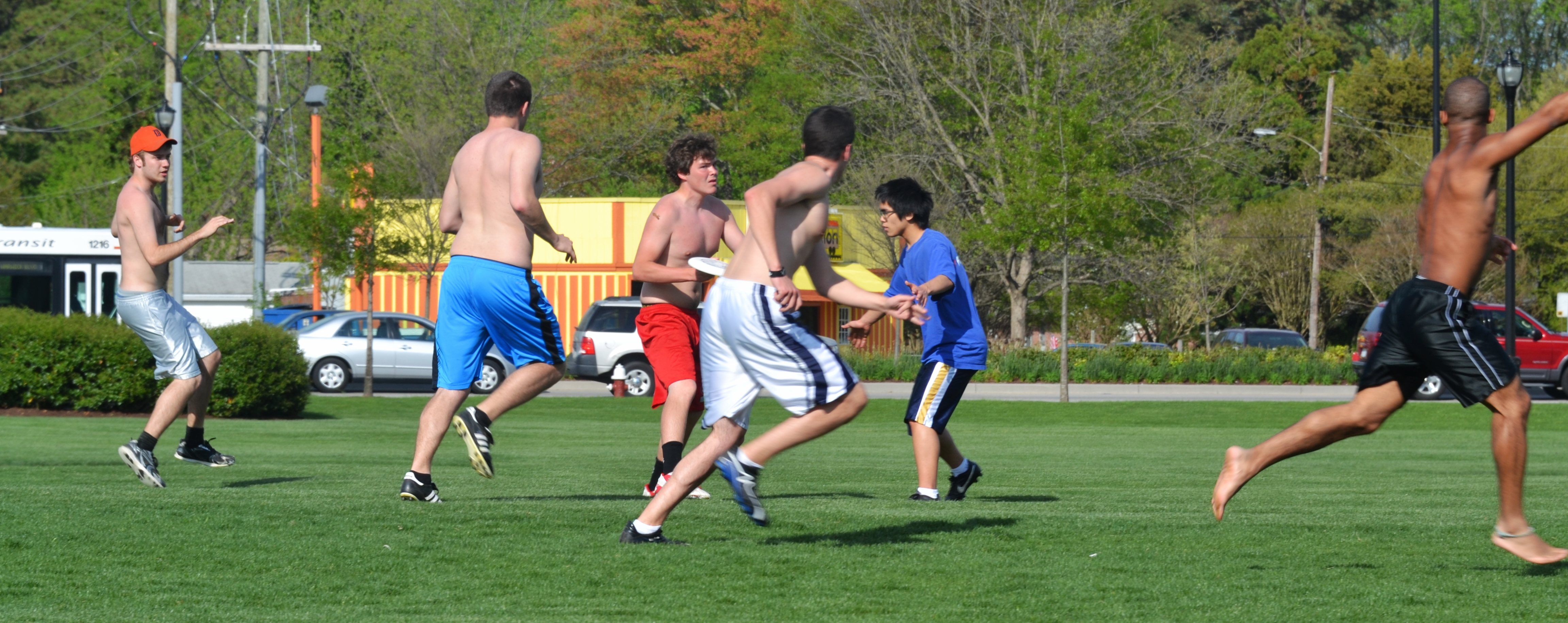
Varones practicando deporte.

La oficina regional de Europa de la OMS ha declarado comprometerse fuertemente para abordar la temática de la salud del hombre en la región a través de diversos programas y apoyo a sus Estados miembros. Sin embargo, no queda claro qué acciones ha tomado a la fecha o tomará a futuro.
La investigación es una prioridad para mejorar la salud de los varones. Las necesidades de investigación incluyen enfermedades propias de los varones o que los atacan más gravemente o en mayor cantidad y que difieren en los factores de riesgo entre mujeres y hombres. La mejora del sesgo en contra de los hombres dentro del área de la salud es uno de los puntos centrales a trabajar si se persigue el objetivo de mejorar la salud de los varones.
Por otro lado, resulta necesaria la inclusión de campañas con el objetivo de promover aquello que causa en gran porcentaje la muerte de muchos varones. Por ejemplo el no acudir a consultas médicas con la frecuencia necesaria para poder prevenir las enfermedades -físicas o mentales- que eventualmente deriven en su muerte, la mayor proporción de sucidios masculinos o los hábitos poco saludables como falta de ejercicio físico o excesivo consumo de alcohol, tabaco y otras sustancias.

### Organizaciones e iniciativas

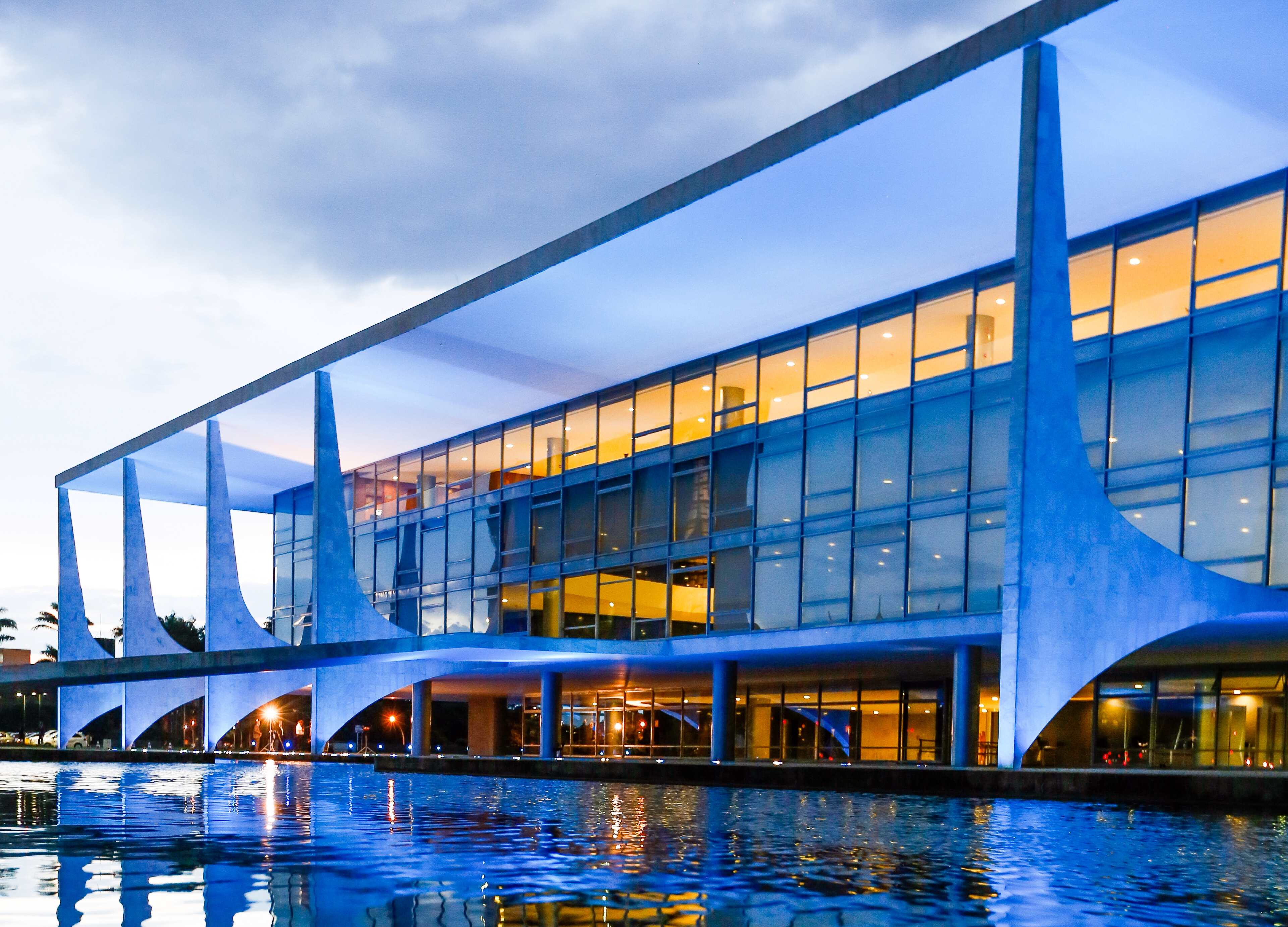
Palácio do Planalto en Brasil, iluminado de azul por Movember en 2014.

Ante el escaso apoyo de entidades gubernamentales que ayuden a abordar la problemática de la salud masculina, surgen principalmente desde comienzos de los años 2000 y a nivel internacional, iniciativas como la Fundación Movember que tiene el objetivo de "impulsar una vida más feliz, saludable y duradera para los varones"  a través de Movember, su campaña de concientización e investigación centrada en el cáncer de próstata, el cáncer de testículo, la salud mental masculina y la inactividad física.
Organizaciones relevantes de distintos países como la Men's Health Information and Resource Centre en Australia o Men's Health Forum en Inglaterra y Gales organizan la Semana Internacional de la Salud del Varón. Esta tuvo origen en la Semana nacional de la Salud del Varón, celebrada por primera vez en 1994 en Estados Unidos y que luego se expandió hasta observarse internacionalmente.
Por su parte, el evento conocido como Distinguished Gentleman's Ride ha ido tomando mayor relevancia a través de los años y hoy se realiza en más de 700 ciudades de 110 países del mundo con el objetivo de concienciar sobre temáticas de la salud masculina y recaudar fondos que son donados a la Fundación Movember. 
Otras iniciativas de menor alcance son The WellMen Project, llevada adelante por Shea Emry, que apunta específicamente a la salud mental o la organización británica Orchid, que se dedica a brindar soporte a varones afectados por cáncer de pene, próstata o testículo.